# Велика Плана (Госпић)
Велика Плана је насељено мјесто у Лици. Припада граду Госпићу, у Личко-сењској жупанији, Република Хрватска.

## Географија
Велика Плана је удаљена око 27 км сјеверозападно од Госпића.

## Становништво
Према попису из 1991. године, насеље Велика Плана је имала 134 становника. Према попису становништва из 2001. године, Велика Плана је имала 59 становника. Према попису становништва из 2011. године, насеље Велика Плана је имало 52 становника.
| Демографија | Демографија | Демографија |
| Година      | Становника  | Становника  |
| ----------- | ----------- | ----------- |
| 1961.       | 449         |             |
| 1971.       | 350         |             |
| 1981.       | 207         |             |
| 1991.       | 134         |             |
| 2001.       | 59          |             |
| 2011.       |             | 52          |